# Tom Tryon
Pour les articles homonymes, voir Tryon.
Tom Tryon, ou Thomas Tryon, est un acteur, scénariste et écrivain américain, né le 14 janvier 1926 à Hartford au Connecticut et mort le 4 septembre 1991 à Los Angeles en Californie.

## Biographie

### Jeunesse et formations
Thomas Tryon est né le 14 janvier 1926 à Hartford dans le Connecticut. Son père, Arthur Lane Tryon, était drapier et propriétaire de Stackpole, Moore & Tryon. (Il est souvent identifié à tort comme étant le fils de l'acteur de cinéma muet Glenn Tryon).
Engagé dans la marine américaine à l'âge de dix-sept ans, il passe trois ans en tant que spécialiste de la radio dans le Pacifique Sud au cours de la Seconde Guerre mondiale. En quittant l'armée, il suit des études à l'université Yale et ressort diplômé.

### Carrière d'écrivain
Déçu par le milieu du cinéma, Tom Tryon renonce au métier d'acteur en 1969 et commence à écrire des romans d'horreur et de mystère. Il réussit, surmontant le scepticisme autour d'une star de cinéma devenant soudainement romancier. Son roman le plus connu est The Other (1971), traduit en français sous le titre Le Visage de l'autre, l'histoire d'un garçon dont le frère jumeau maléfique serait responsable d'une série de morts dans une petite communauté rurale dans les années 1930. Son roman a été adapté au cinéma l'année suivante par Robert Mulligan, avec en vedette Diana Muldaur, Uta Hagen et John Ritter.  
Harvest Home (1973), sur les rituels païens pratiqués dans une petite ville de Nouvelle-Angleterre, a été adapté sous le titre The Dark Secret de Harvest Home (1978) en une mini-série télévisée mettant en vedette Bette Davis. Une analyse critique approfondie des romans d'horreur de Tom Tryon peut être lue dans le livre The Modern Weird Tale de S. T. Joshi (2001).
Ses autres livres incluent Crowned Heads, un recueil de nouvelles inspirée par les légendes d'Hollywood. La première de ces nouvelles, Fedora parle d'une ancienne actrice recluse dont la relation avec son chirurgien plasticien est similaire à celle entre un toxicomane et un dealer, a été plus tard adaptée en un film réalisé par Billy Wilder. Bien que le film n'ait été que modérément réussi, il est considéré comme un classique du genre thriller. Donovan est reconnu pour avoir aidé Tryon à terminer son recueil Crowned Heads dans un délai extrêmement serré en apportant les corrections et en proposant des suggestions.
D'autres nouvelles du recueil sont basées sur le meurtre de l'ancienne star de l'écran muet Ramón Novarro, et la relation quasi œdipienne entre l'acteur Clifton Webb et sa mère. Lady (1974) parle de l'amitié entre un garçon de huit ans et une veuve dans les années 1930 en Nouvelle-Angleterre et le secret qu'il découvre à son sujet. Beaucoup considère que c'est le meilleur roman de Tryon. Son roman The Night of the Moonbow (1989) raconte l'histoire d'un garçon qui en arrive à des extrémités à la suite du harcèlement dont il est victime en colonie de vacances. Night Magic, écrit en 1991, a été publié à titre posthume en 1995.

### Vie privée
En 1955, Tom Tryon épouse Ann L. Noyes (née Lilienthal), fille du financier Joseph Leo Lilienthal et de sa femme, née Edna Arnstein. Ann était l'ex-épouse de Thomas Ewing Noyes (1922-1997) et travaillait dans l'univers du théâtre,. Le couple divorce en 1958 et Ann reprend le nom de son premier mariage. Elle meurt en 1966.
Dans les années 1970, Il a une liaison amoureuse avec Clive Clerk, un des membres de la première équipe de la distribution de A Chorus Line, et avec un décorateur d'intérieur qui a décoré son appartement de Central Park West à New York. Les photographies de son appartement sont parues à l'époque dans Architectural Digest. Il a eu aussi une relation avec Calvin Culver, une star du porno gay connue sous son nom d'acteur de Casey Donovan.
Il a évoqué aussi un amour du nom de Patrick Norton, mais c'était plus un amour imaginaire dont il se servait pour son inspiration et pour ses personnages de romans, notamment ceux qui meurent de façon horrible.

## Filmographie partielle

### Comme acteur
Cinéma
- 1956 : Énigme policière (The Scarlet Hour) de Michael Curtiz : Marsh
- 1957 : Terre sans pardon (Three Violent People) de Rudolph Maté : Beauregard « Cinch » Saunders
- 1957 : La Femme et le Rôdeur (The Unholy Wife) de John Farrow : San Sanders
- 1961 : L'Histoire de Ruth (The story of Ruth) de Henry Koster : Mahlon, fils de Naomi
- 1961 : Marines, en avant ! (Marines, Let's Go!) de Raoul Walsh : Skip Roth
- 1962 : Le Jour le plus long (The Longest Day) de Ken Annakin, Andrew Marton, Bernhard Wicki, Gerd Oswald et Darryl F. Zanuck : Lieutenant Wilson
- 1962 : Un pilote dans la Lune (Moon Pilot) de James Neilson : Capitaine Richmond Talbot
- 1963 : Le Cardinal (The Cardinal) de Otto Preminger : Stephen Fermoyle
- 1965 : Première Victoire (In Harm's Way) de Otto Preminger : Lieutenant William McConnell
- 1965 : Les Compagnons de la gloire (The Glory Guys) de Arnold Laven, scénario de Sam Peckinpah : Capitaine Harrod
- 1969 : Color Me Dead d'Eddie Davis : Frank Bigelow
- 1971 : Johnny s'en va-t-en guerre (Johnny Got His Gun) de Dalton Trumbo : non crédité
- 1971 : Les Cavaliers (The Horsemen) de John Frankenheimer

Télévision
- 1960-1961 : Texas John Slaughter : Texas John Slaughter
- 1966 : Le Virginien :  saison 5 épisode 14: (la fille sur la montagne de verre (The girl on the glass mountain)) : Owen Shepperd
- 1967 : Winchester 73 : Lin McAdam
- 1967 : Le Virginien : saison 6 épisode 04: (Star Crossed (L'Homme de l'Oklahoma)) : Cliff Darrow
- 1970 : Le Virginien : saison 9 épisode 09 (The price of the hanging) : Sheriff Sam Tolliver

### En qualité d'auteur adapté
- 1972 : L'Autre (The Other), de Robert Mulligan, scénario de Tom Tryon d'après son roman The Other (1971).
- 1978 : Fedora, de Billy Wilder, scénario de I.A.L. Diamond, d'après la nouvelle Fedora de Tom Tryon publiée dans le recueil Crowned Heads (Knopf, 1976).
- The Dark Secret of Harvest Home, série télévisée en deux épisodes réalisée par Leo Penn, d'après le roman Harvest Home (La Fête du maïs), avec Bette Davis, David Ackroyd, Rosanna Arquette.

## Œuvre littéraire
Romans
- The Other (Knopf, 1971) Trad. sous le titre Le Visage de l'autre / trad. Colette-Marie Huet. Paris : Albin Michel, 1973, 331 p. Rééd. Paris : le Livre de poche n° 7009, 1977, 348 p.  (ISBN 2-253-01636-5) ; Larbey : Gaïa éd., coll. « Polar », 2003, 281 p.   (ISBN 2-84720-015-0) ; sous le titre L'Autre, Paris : Presses Pocket, coll. « terreur » n° 9065, 1992, 283 p.  (ISBN 2-266-04662-4)

- Harvest Home (Knopf, 1973) Trad. sous le titre La Fête du maïs / trad. Mireille Davidovici. Paris : Albin Michel, coll. « Les Grandes traductions », 1974, 349 p.  (ISBN 2-226-00073-9). Rééd. Le Club français du livre. Le Grand livre du mois, 1974, 349 p. ; Paris : le Livre de poche n° 7035, 1978, 411 p.  (ISBN 2-253-02049-4) ; Paris : Presses Pocket, coll. « terreur » n° 9062, 1991, 413 p.  (ISBN 2-266-04573-3)

- Lady (Knopf, 1974) Trad. sous le titre Lady : roman / trad. Colette-Marie Huet. Paris : Albin Michel, 1976, 363 p.  (ISBN 2-226-00290-1). Rééd. Paris : Club français du livre, coll. « Le Club français du livre », 1976, 363 p.

- The Night of The Moonbow (Knopf, 1989) Trad. sous le titre La Nuit de l'arc de lune / trad. Iawa Tate. Paris : Éd. J'ai lu n° 3100, 1991, 441 p.  (ISBN 2-277-23100-2)

- The Wings of the Morning (Knopf, 1990) Inédit en français

- In the Fire of Spring (Knopf, 1992) Édition posthume. Inédit en français

- Night Magic (Simon & Schuster, 1995) Édition posthume. Trad. sous le titre Noire magie / Tom Tryon ; trad. Élisabeth Vonarburg. Paris : Pocket, coll. « Terreur » n° 9172, 1997, 317 p.  (ISBN 2-266-07406-7)

Recueils de nouvelles
- Crowned Heads (Knopf, 1976) (recueil de 4 nouvelles autour du star system : Fedora, Lorna, Bobbitt, Willie) Trad. sous le titre Fedora / trad. Colette-Marie Huet. Paris : Albin Michel, 1978, 465 p.  (ISBN 2-226-00640-0). Rééd. Montréal : Presses Sélect, 1978, 465 p.  (ISBN 2-89132-023-9)
- All That Glitters (Knopf, 1986) (recueil de 5 nouvelles : Babe, Belinda, April, Maude, Claire). Inédit en français

Roman jeunesse
- The Adventures of Opal and Cupid (Viking Press, coll. "Juvenile", 1992) Édition posthume. Inédit en français